# 정상가족 이데올로기
정상가족 이데올로기에 대해 설명한다.
사회에서 말하는 ‘정상 가족’이란, 아빠, 엄마, 그리고 정상자녀로 이루어져있는 전형적인 핵가족 형태의 가족을 말한다. 사회에서는 이게 이상적인 가족의 모습이고, 이러한 가족의 모습에서 조금 다른 형태의 가족이나 가령 기러기 아빠, 무자녀 가족, 입양가족, 동거가족, 조손가족, 동성결혼 가족과 같은 가족들을 비정상적으로 본다는 메시지를 함의하고 있다.
그러나 외국의 경우에는 이러한 정상가족의 형태에서 많이 벗어난 형태의 가족들을 자주 볼 수 있었고, 실제로 스웨덴의 경우는 가족 형태의 1/3이 동거가족의 형태라고 할 만큼 정상가족 이데올로기에서 벗어난 가족들의 형태가 보편화된 것을 알 수 있다. 한국의 경우에도 많이 변하고 있는 추세이다. 이혼하는 부부의 수가 10여 년 전인 1990년에 비해 약 세배가 되었고, 동거와 같은 새로운 가족 양식이 나타났으며, 또한 가치관의 다양화나 경제적 이유로 결혼하지 않는 집단이 증가하기도 하였다. 실제로 2010년 통계청에 따르면 15세 이상 미혼 여성의 46.3%가 결혼은 필수가 아니라고 생각한다고 나타났다.

## 정상가족 이데올로기의 문제점
정상가족 이데올로기는 핵가족 형태가 이상적이고 건강한 가족이라고 본다는 점에서 페미니스트들에게 많은 비판을 받고 있다.
정상가족은 정상가족이라는 그 자체가 가지고 있는 가부장성이 있다. 산업화와 함께 가족이 노동, 경제 공동체 구실을 상실하면서 남녀 사이에 새 노동분업이 탄생했다. 남성은 “외부 세계와 직업과 사회를 담당”하고 여성은 “가정과 집안일과 가족을” 맡게 된 것이다. 그리고 이러한 성별에 따라 직업이 공사 분리가 되는 매커니즘은 아직까지도 현재 사회에 존재하고 있다. 이는 남성이 경제권을 가지기 때문에 여성은 남성에 의존할 수 밖에 없는 존재로 만들어, 결국 가정 내에서도 강한 위계성을 띤다고 할 수 있다. 맞벌이를 할 지라도 여성이 양육이나 가사노동에 사용하는 시간이 비교적 더 많다. 때문에 여성은 직업 선택에도 제약이 많으며, 출산 후 여성이 일에 재진입했을 경우에는 훨씬 더 많은 제약과, 좁은 선택의 폭에 의해 노동시장에서의 여성의 위치가 더 불안해진다.
또한 일하는 아이의 엄마는 아이에게 더 많은 시간을 할애하지 못하고, 더 많은 신경을 써주지 못한다는 심리적 불안과 죄책감을 가지게 된다. 이것은 “모성을 위한 자아 포기가 여성의 행복”이라고 주장하며, 여성에게 자신의 삶과 일을 포기하고 자식을 위해 희생해야 한다는 사회에서 심어준 모성애적 이데올로기에 의한 결과라고 할 수 있다.
마지막으로는 이러한 정상가족 이데올로기가 성폭력 문제를 심화시킬 수 있다. 2011년 5월에 조사한 바로는 대한민국의 가정폭력이 영국이나 일본에 비해 5배나 높은 것으로 나타났으나, 실제로 이 중 7.9%만이 별거나 이혼을 선택했을 뿐, 대부분은 참고 사는 것으로 나타났다. 대부분의 사람들이 화목한 가족의 환상에서 자유롭지 못하기 때문에 가정폭력 문제를 노출하지 않기 때문이다.